# Gerhart Neuner
Gerhart Neuner (* 18. Juni 1929 in Pschoblik, Bez. Podersam, Tschechoslowakei; † 5. Januar 2008 in Zeuthen) war von 1970 bis 1989 der Präsident der Akademie der Pädagogischen Wissenschaften der DDR. Er gehörte dem Zentralkomitee der SED an.

## Leben und Funktionen
Der Sohn eines sudetendeutschen Zimmermanns besuchte ab 1943 die Lehrerbildungsanstalt in Lobositz. 1946 wurde die Familie dort vertrieben und kam in den Kreis Salzwedel. Neuner absolvierte einen Kurs als Neulehrer in Wittenberge. Er trat der Freien Deutschen Jugend und 1949 der Sozialistischen Deutschen Einheitspartei bei. Es folgte ab 1949 ein Studium der Chemie und Biologie an der Pädagogischen Fakultät der Universität Halle/Saale. 1952 wurde Neuner Oberreferent für Kinder- und Jugendorganisationen am Deutschen Pädagogischen Zentralinstitut (DPZI) der DDR. 1953 bis 1956 folgte eine Aspirantur in Leningrad, die er mit der Promotion abschloss. Darauf wurde Neuner Chefredakteur der Fachzeitschrift Pädagogik und 1961 Direktor des DPZI, das 1970 zur Akademie der Pädagogischen Wissenschaften der DDR (APW) aufgewertet wurde. Neuner habilitierte sich 1970 in Leningrad und wurde zum Direktor der APW bestellt, 1972 auch Mitglied in der Akademie der Wissenschaften der DDR. Seine politische Karriere führte vom Kandidaten (1963) zum Mitglied (1976) im Zentralkomitee der SED. Nach der friedlichen Revolution in der DDR wurde er entlassen. Neuner war Mitglied der Leibniz-Sozietät der Wissenschaften zu Berlin.

## Schriften
- Allgemeinbildung. Volk und Wissen, Berlin 1989
- Zwischen Wissenschaft und Politik: ein Rückblick aus lebensgeschichtlicher Perspektive. Böhlau, Köln u. a. 1996, ISBN 3-412-06296-0.